# ブラックペッパークラブ
ブラックペッパークラブ（Black pepper crab、原義は黒胡椒蟹）とは、シンガポール料理における代表的なカニ料理のひとつ。殻の硬い蟹を黒胡椒で炒めて作られる。他の一般的なチリクラブ料理とは異なり、ソースで調理しないため、パサパサした食感がある。みずみずしいジャックフルーツソースと混ぜて食べるのが人気になりつつある。
この料理は、1959年に、シンガポールのロングビーチ・シーフード・レストランにおいて考案された。